# ITIL
ITIL (от английски: IT Infrastructure Library) е библиотека за инфраструктурата на информационните технологии (произнася се „айти́л“). ITIL е колекция от специализирани методологически принципи, синтезирани от най-добрите практики, с цел да се оптимизират процесите за ИТ услуги.
ITIL е разработен в края на 80-те години от английския Център за Правителствена Търговия за оптимизация на ИТ услугите в публичната администрация на Обединеното Кралство. Понастоящем поредицата се издава от британската правителствена агенция Office of Government Commerce и формално принадлежи на кралския дом на Англия, в частност – на сегашната кралица. Използвана от стотици организации по цял свят, ITIL философията се разраства благодарение на насоките и принципите описани в ITIL-книгите, базирани на най-добрата практика на частната индустрия и публичната администрация. ITIL услугите включват обучение, сертификация, консултиране, софтуер и внедряване (implementation).
ITIL е набор от правила, независими от производителите, които описват един систематичен подход за въвеждане, изпълнение и управление на ИТ и техните услуги. ITIL дефинира процеси, функции, роли, отговорности и градивни елементи. Те формират базата за ефективно и ефикасно използване на ИТ.
ITIL съдържа серия от книги даващи препоръки за осигуряването на качествени ИТ услуги, както и необходимите средства за тяхната поддъжка. ITIL е разработен заради нарастващата зависимост на организациите от ИТ и включва в себе си най-добрата практика за ИТ Управление на Услугите.
Принципът, който стои в основата на разработването на ITIL е осъзнаването, че организациите стават все по-зависими от ИТ за постигането на собствените си корпоративни и бизнес цели. Това предопределя по-големите изисквания за високо качество на предлаганите ИТ Услуги.
Използваният в библиотеката процесен подход напълно съответства на стандартите на ISO 9000. Подходът акцентира вниманието на предприятието върху постигането на поставените цели и на ресурсите, необходими за постигането им. Той е изключително полезен за измерването и управлението на дейността на предприятието, което всъщност го прави толкова популярен.
Понастоящем на основата на ITIL е разработен британския стандарт BSI 15 000, който на практика без промяна е преминал в международния стандарт под името ISO 20 000.

## Структура на ITIL
Текущата редакция на ITIL включва седем книги:
- Поддръжка на услугите (на английски: Service Support)
- Доставка на услугите (на английски: Service Delivery)
- Планиране на внедряването на управлението на услугите (на английски: Planning to Implement Service Management)
- Управление на приложенията (на английски: Application Management)
- Управление на инфраструктурата на информационно-комуникационните технологии (на английски: ICT Infrastructure Management)
- Управление на сигурността (на английски: Security Management)
- Бизнес-перспектива (на английски: The Business Perspective)

както и „допълнителната“ книга – „Управление на конфигурациите“ (на английски: Software Asset Management).
Най-известната част от ITIL са десетте базови процеса, обезпечаващи поддръжката и предоставянето на ИТ услуги – IT Service Management или ITSM:
- Процес на управление на инцидентите
- Процес на управление на проблемите
- Процес на управление на конфигурациите
- Процес на управление на промените
- Процес на управление на връзките
- Процес на управление на нивото на услугите
- Процес на управление на капацитетите
- Процес на управление на наличностите
- Процес на управление на непрекъснатостта
- Процес на управление на финансите

Освен това, в структурата на процесите ITSM важна роля играе структурата за поддръжка на потребителите – Service Desk.

## История
В отговор на нарастващата зависимост от информационните технологии (ИТ), Централната Компютърна и Телекомуникационна агенция (CCTA) на правителството на Великобритания разработи серия от препоръки през 80-те години на 20 век. Тя разкри, че без утвърдени стандарти правителствени агенции и споразумения на частния сектор са започнали независимо да създават техни собствени ИТ управни практики.
Библиотеката на ИТ инфраструктурата (ITIL) е създадена като колекция от книги, всяка от които покрива специфична практика в рамките на мениджърските ИТ услуги. ITIL е построена около моделно базирано процесно наблюдение върху контролиращи и управленчески операции, което често се приписват на У. Едуардс Дейминг и неговия плануване-действие-корекция (PDCA) цикъл.
След първоначалната публикация през 1989 – 96 броят на книгите в ITIL в.1 бързо нараства до повече от 30 тома.
За да направи ITIL по достъпна (и по-евтина), през 2000/2001 ITIL в.2 утвърждава публикациите в 9 логически „серии“, които групират сродни процесни категории, за да свържат различни аспекти на ИТ ръководството, апликациите и услугите. Правилата на управлението на услугите (Поддръжка на услугите и Доставка на услугите) бяха най-широко използвани, калкулирани и разбирани от публикациите на ITIL в.2.
- През април 2001, CCTA се слива с OGC (Офис на правителствена търговия). OGC е офис на хазната на Великобритания.[2]
- През 2006 речникът на ITIL в.2 е публикуван.
- През май 2007 тази организацията създава версия 3 на ITIL (също известна под името Обновения проект на ITIL (ITIL Refresh Project)), състояща се от 26 процеси и функции, вече групирани само в 5 тома, подредени според концепцията на Жизнения цикъл от услуги (Service lifecycle structure). Версия 3 също е известна като ITIL 2007 издание.
- През 2009 OGC обяви официално, че сертифицирането на ITIL в.2 ще бъде анулирано и свика консултация относно това как ще се процедира оттук нататък.[3]
- През юли 2011 е публикувано 2011-ото издание на ITIL, което предоставя ъпдейт на версията публикувана през 2007. OGC вече не се води собственик на ITIL след преминаването си към Cabinet Office.

## Преглед на ITIL версия 2007
ITIL версия 2007 (позната преди като версия 3) е разширение на ITIL в.2 и напълно я заменя след приключването на периода на отнемане на сертификацията на версия 2 на 30 юни 2011. ITIL 2007 предоставя по-холистична перспектива върху целия жизнен цикъл от услуги, покривайки цялата ИТ организация и всички помощни компоненти, нужни, за да се доставят услугите до клиентите, докато в.2 се фокусира върху специфични дейности директно свързани с услугите доставка и поддръжка. Повечето от дейностите на в.2 остават същите през 2007, но някои важни промени в терминологията са въведени, за да се подпомогне разширението.

### Промени и характеристики на 2011-ото издание на ITIL
Кратко изложение на промените е публикувано от правителството на Нейно Величество. Също като версия 2007, версия 2011 се състои от пет основни публикации – Стратегия на услугите, Дизайн на услугите, Промяна на услугите, Изпълнение на услугите и Непрекъснато подобряване на услугите. ITIL 2011 е подобрение на структурата на ITIL, която посочва важни допълнителни насоки с дефиницията си за формални процеси, които преди са били забелязвани, но не са били идентифицирани, както и корекции на грешки и несъответствия.
26 процеси са изброени в ITIL 2011 и описани по-долу заедно с тези основни публикации, които предоставят основната информация за всеки процес.
ITIL 2007 има пет тома, публикувани през май 2007 и актуализирана през юли 2011 като ITIL 2011 както следва:
1. ITIL Стратегия на услугите, обхващащ организационните цели и клиентските нужди.[5]
2. ITIL Дизайн на услугите, трансформиращ Стратегията на услугите в план за доставяне на бизнес цели.[6]
3. ITIL Промяна на услугите, развиващ и подобряващ възможности за въвеждане на нови услуги в поддържаните среди.[7]
4. ITIL Изпълнение на услугите, управляващ услугите в поддържаната среда.[8]
5. ITIL Непрекъснато подобряване на услугите, осъществяващ частични и цялостни подобрения.[9]

Заради приликата между ITIL в.3 от 2007 и ITIL 2011 никакви изпитателни тестове за притежателите на в.3 сертификация не са създадени и не са налични за сертификация на ITIL 2011.

## Стратегия на услугите
Центърът и основната цел на жизнения цикъл на ITIL услугите, томът ITIL Стратегия на услугите е наръчник за изясняване и приоритизация на инвестициите в услугите от доставчиците им. По общо казано Стратегията на услугите се фокусира в подпомагането на ИТ организациите да се подобряват и да се развиват в бъдещ план. Стратегията на услугите пряко зависи от пазарния подход. Етапът жизнен цикъл на Стратегията на услугите често се смята за ядрото на жизнения цикъл на услугите. В етапа на Стратегията на услугите стратегическият подход към целия жизнен цикъл е определен да предостави ценна информация на клиентите чрез управление на ИТ услугите. Някои от ключовите теми включени в публикацията са дефиниция на стойността на услугите, бизнес развитие, конфигурации на услугите, пазарни анализи и видове доставчици на услуги. Процесите, включени в този том са:
- Управление на стратегията за IT услуги
- Управление на портфолиото на услугите
- Финансов мениджмънт на IT услугите
- Управление на търсеността на IT услугите
- Управление на бизнес връзки

За кандидати в потока на ITIL със средни възможности, курсът и изпитът за квалификация за Service Offerings and Agreements (SOA) са приравнени с тези за квалификация за Стратегията на услугите(SS) в потока на жизнения цикъл.

### Управление на портфолиото на услугите
Клиентът има нужда от услуги, с които да постига своите цели. Доставчикът на услуги трябва да е сигурен, че може да предостави тези услуги. Целта на управлението на портфолиото е да гарантира, че тези услуги се предлагат.
Портфолиото съдържа услугите, управлявани от доставчиците. Портфолиото на услугите се състои от: снабдителна част, която съдържа услугите, които ще бъдат предлагани; каталожна част на услугите която съдържа детайли по изпълнението на услугите; и бракувана част, която съдържа детайли за услугите които вече не се предлагат.

### Финансов мениджмънт на ИТ услугите
ИТ финансовият мениджмънт е отговорен за гарантиране, че ИТ инфраструктурата е придобита на най-ефективната цена (която не е задължително да значи най-евтината) и за калкулиране на разходите за доставка на ИТ услуги, така че организацията да може да разбере стойността на своите ИТ услуги. Тези разходи може после да се възстановят от клиента на услугата. Това е вторият компонент от процеса на доставяне на услугата.

## Дизайн на услугите
Обемът на дизайнът на услугите(SD) осигурява добри ориентировачни практики върху дизайна на услугите в информационните технологии, процесите и други аспекти на усилията на управлението на услугите. Значително, дизайнът в ITIL се смята, че обхваща всички елементи близки до доставките на технологичните услуги, отколкото да се фокусират единствено върху самия дизайн. Като такъв, дизайнът на услугите разглежда как планираните решения за услугите се съчетават с големия бизнес и техническите среди, системите за управление на услугите се нуждаят от поддръжка и веригата от доставки, която е нужна за поддръжката на планираните услуги. В рамките на ITIL, работата върху дизайнът на услугите на информационните технологии се събира в едно цяло под името Пакетни дизайнерски услуги. Сервизни дизайн пакети, заедно с друга информация за услуги, се управляват в рамките на каталозите на услугите.
Лист с покрити процеси:
1. Координация на дизайна
2. Управление на каталог с услуги
3. Управление на нивото на услуги
4. Управление на наличността
5. Управление на капацитета
6. Управление на продължителността на ИТ услугите
7. Управление на сигурността
8. Управление на доставчика

Моделът, който се използва да помага с определянето на ролите и задълженията е ООКИ матрица (Отговорен, Отчетен, Консултиран, Информиран).

### Управление на каталог с услуги
Управлението на каталога с услуги поддържа и произвежда самият каталог също така и се грижи винаги да е точна информацията, зависимостите и интерфейсите на всички услуги, предоставени на разположение на клиентите. Каталогът с услуги съдържа следната информация:
- поръчване и изискващи процеси
- цени
- резултати
- точки по договора

### Управление на нивото на услуги
Управлението на нивото услугите предвижда непрекъснато идентифициране, наблюдение и преглед на нивата на ИТ услугите, посочени в споразуменията за ниво услуги (SLAs). Управлението на нивото на услугите гарантира, че съществува уредба подкрепяща вътрешните доставчици и външните доставчици под формата на споразумения за оперативно ниво (OLAS) и опорните договори (UCS) съответно. Процесът включва оценка на въздействието на климата върху качеството на услугата и на SLA. Процесът на управление на услугите ниво е в тясна връзка с оперативните процеси за контрол на тяхната дейност. Централната роля на управлението на обслужването на ниво го прави естественото място за показатели, за да се установяват и наблюдават срещу база за сравнение.
Управлението на нивото на услугите е основният интерфейс с клиента (за разлика от потребителя, обслужвана от бюрото на услугата). Управлението на нивото на услугите е отговорно за:
- гарантирането, че договорените ИТ услугите са доставени, когато и където те би трябвало да бъдат;

- осъществява връзка с управлението на наличности, управлението на капацитета, управлението на инциденти и управлението на проблем, за да се гарантира, че необходимите нива и качеството на обслужване се постигат в рамките на средствата, договорени с финансовото управление;

- гарантира, че съществуват планове за непрекъснатост на подходящи ИТ услуги в подкрепа на бизнеса и неговите изисквания за непрекъснатост.

Мениджърът на обслужване на ниво разчита на другите области на процеса на предоставяне на услуги, за да осигури необходимата подкрепа, която гарантира договорените услуги да се предоставят по икономически ефективен, сигурен и начин. Гарантирайки че договорените ИТ услуги ще бъдат доставени във времето, в което са договорени.

### Управление на наличността
Целите за управление на наличността позволяват на организациите да поддържат ИТ услугите в подкрепа на бизнеса по-оправдана цена. Дейностите на високо равнище осъзнават изисквания за достъпност, съставяне на планове за наличност, мониторинг наличност, както и следене на задълженията за издръжка.
Управлението на наличността разглежда способността на ИТ компонента за извършване на договореното ниво в продължение на период от време.
- Надеждност: Възможност на IT компонент за извършване на договореното ниво при описаните условия.
- Ремонтопригодност: Способността на IT компонент да остане в, или да бъде възстановена до работно състояние.
- Сервизно обслужване: Възможността за външен доставчик да се поддържа наличието на компонент или функция по договор на трета страна.
- Издръжливост: Мярка за свобода от оперативна недостатъчност и метод за водене услуги надежден. Един популярен метод за устойчивост е съкращение.
- Сигурност: A услуги може да е свързано данни. Сигурност се отнася до поверителността, целостта и наличността на тези данни. Наличност дава ясна представа за наличието на система от край до край.

### Управление на капацитета
Управлението на капацитета поддържа оптимално и икономически ефективно предоставяне на ИТ услуги, като помага на организациите да намерят съвпадения на техните ИТ ресурси към изискванията на бизнеса. Дейностите на високо равнище включват:
приложение за оразмеряване
- управление на работното натоварване
- управление на търсенето
- моделиране
- планиране на капацитета
- управление на ресурси
- управление на изпълнението

Управлението на капацитета се фокусира върху стратегически капацитет, включително капацитета на персонала (например човешки ресурси, персонал и обучение), капацитета на системата и компонентен (или тактически) капацитет.

### Управление на продължителността на ИТ услугите
ИТ управлението на непрекъснатост на услугата (ITSCM) обхваща процесите, чрез които плановете са въведени и са успели да се гарантира, че ИТ услуги могат да се възстановят и да продължат дори и след възникване на сериозен инцидент. Тя не е само за реактивни мерки, но също така и за активни мерки – намаляване на риска от бедствия в първата инстанция.
ITSCM се разглежда от собствениците на приложения като възстановяването на ИТ инфраструктура, използвана за предоставяне на ИТ услуги, но от 2009 г. много фирми практикуват процес много по-съществени от непрекъсваемост на бизнес планиране, за да се гарантира, че всичките бизнес процеси, могат да продължат дори и сериозен инцидент да се случи.
ITSCM включва следните основни стъпки:
- приоритизиране на дейностите, които ще бъдат възстановени чрез провеждане на анализ на въздействието върху бизнеса (BIA).
- извършване на оценка на риска (известен още като анализ на риска) за всяка от ИТ услуги, за да се идентифицират активи, заплахи, уязвимостта и ответните мерки за всяка услуга.
- оценката на възможностите за възстановяване.
- производство на плана за извънредни ситуации.
- тестване, преглед и преразглеждане на плана на регулярна основа.

### Управление на сигурността
В ITIL-процеса за управление на сигурността описва структурирането на монтирането на информационната сигурност в организацията за управление. Тя се основава на кода на практика за система за управление на информационната сигурност (ISMS), сега известен като ISO/IEC 27002.
Основна цел на управлението на сигурността е да се осигури адекватна информационна сигурност. Основната цел на информационната сигурност, от своя страна, е да защити информационните активи срещу рискове, и по този начин да се запази тяхната стойност към организацията. Това обикновено се изразява в осигуряване на тяхната поверителност, цялост и наличност, както и свързаните с тях свойства или цели като автентичност, отчетност, недопускане на отхвърляне и надеждност.
Монтаж налягане в продължение на много организации, за да се структурира своите системи за управление на сигурността на информацията в съответствие с ISO/IEC 27001, изисква преразглеждане на ITIL v2 обем за управление на сигурността, която кулминира в освобождаването на изданието от 2007 г.

### Управление на доставчика
Целта на управлението на доставчика е да се получи стойност за парите от доставчици и договори. Той гарантира, че в основата на договори и споразумения за привеждане в съответствие с нуждите на бизнеса, споразумения за ниво на обслужване и изисквания за нивото на обслужване. Доставчик Management наблюдава процес на идентифициране на нуждите на бизнеса, оценка на доставчици, за установяване на договори, тяхната категоризация, управление и прекратяване.

## Управление на промените
Управление на промяната има за цел да гарантира, че стандартизирани методи и процедури се използват за ефективно управление на всички промени. Промяната е събитие, което води до ново състояние на един или повече конфигурационни елементи (на английски: CIs – Configuration items), и която подобрява бизнес процесите (поправките) – всичко това с минимален риск за ИТ – инфраструктура.
Основните цели на управлението на промените включват:
1. Минимално прекратяване на услугите
2. Икономично използване на ресурсите, които участват в промяната

Общата терминология на Управлението на промените включва:
Промяна: допълнението, изменението или отстраняването на кредитни институции (CIs). Искане за промяна (Request For Change – RFC) или в по-старата терминология заявка за промяна (Change Request – CR): форма, която се е използвала за запис на подробностите на заявката за искане и се изпращала като вход до Управлението на промените(Change management) от заявителя на промяната.
- ITIL v2 – Forward Schedule of Changes(FSC): график, който съдържа детайли за всички бъдещи промени.
- ITIL 2007 – Change Schedule(CS): график, който съдържа подробна информация за всички предстоящи промени и референции на исторически данни. Много хора все още използват термина FSC.

Има три вида промени:
1. Стандартна промяна(Standart Change – SC)
2. Нормална промяна(Normal Change – NC)
3. Спешна промяна(Urgent/Emergency Change)

### Управление на конфигурацията
Управление на конфигурацията е съсредоточено основно върху поддържането на информация (т.е. конфигурации) за артикули за конфигурация(Configuration Items) т.е. „активи“, необходими за предоставяне на ИТ услуги, включително и техните взаимоотношения. Configuration management(CM) е управлението и проследяването на всеки аспект от конфигурация от началото до края и включва следните ключови области на процеса под крилото си:
1. Идентифициране (на английски: Identification)
2. Планиране (на английски: Planning)
3. Промяна на контрола
4. Ръководство на промените
5. Ръководство по освобождаване
6. Поддръжка

### Ръководство по издаване и разгръщане
Ръководството по издаване и разгръщане е съставено от миграционен отбор на платформено-независим(platform-independent) и автоматизирано разпространение на софтуер и хардуер(automated distribution of software and hardware), включително контролни лицензи(license controls) в цялата ИТ инфраструктура. Правилният избор на софтуер и хардуер гарантира наличието на лицензирана, тествана и сертификационна версия на софтуера и хардуера, която функционира по предназначение, когато се въведе в съществуващата инфраструктура. Качествения контрол по време на разработването и прилагането на нов хардуер и софтуер също е отговорност на Екипа по разпространение (Release management – RM). Това гарантира, че всеки софтуер отговаря на изискванията на бизнес процесите. Екипа по издаване използва DML(Definitive Media Library) за съхранение на софтуер.
Целите на Екипа по издаване включват:
1. Планиране на внедряването на софтуера
2. Проектиране и изпълнение на процедурите за разпространение и инсталация (монтаж) на промените в ИТ системите
3. Ефективно и успешно справяне с очакванията на клиента по време на планирането и внедряването на нови издания
4. Контролиране на разпространението и инсталацията (монтажа) на промените в ИТ системи
5. Екипа по издаване се фокусира върху опазването на „живата“ околна среда и нейните услуги чрез формални процедури и проверки.

Издаване се състои от нов или променен софтуер и/или хардуер изискващ да приложи одобрени промени.
Категории за издаване включват:
1. Основните софтуерни издавания и хардуерни ъпгрейди, обикновено съдържат голяма доза от нова функционалност, някои от които могат да направят поправките на проблеми излишни. Основен ъпгрейд или издаване обикновено заменя всички досегашни малки ъпгрейди, издавания и спешни поправки.
2. Малки софтуерни издавания и хардуерни ъпгрейди, обикновено съдържат малки подобрения и поправки, някои от които може да са били вече издадени като спешни поправки. Лек ъпгрейд или издаване обикновено замества всички предходни спешни поправки.
3. Спешни софтуерни или хардуерни поправки, обикновено съдържат корекциите на малък брой спешни поправки.

Издаванията могат да бъдат разделени от екипа на издаване по:
1. Delta Release(DR) – издаване на само тази част от софтуера, която е била променена. Например: пачове за сигурността(security patches).
2. Full Release(FR) – издание, при което цялата софтуерна програма е разгърната. Например: нова версия на съществуващо приложение.
3. Package Release(PR) – комбинация от много промени. Например: изображението на операционната система, която също съдържа специфични приложения.

## Работа с услуги
Работата с услуги (на английски: SO – Service Operation) има за цел да осигури най-добрите практики по отношение доставките на договорените услуги както с крайните потребители, така и с клиентите. Клиентите са тези субекти, които заплащат за услугата и договарят споразумението за ниво на обслужване (на английски: SLA – Service Level Agreement), което представлява част от договора за предоставяне на дадена услуга.
Работата с услуги както е описано в книгата ITIL Service Operation volume, e частта от жизнения цикъл, в която директно са предоставени услугите и тяхната стойност. Обект на разглеждане са също мониторинга на проблемите и на баланса между разходите за една услуга и нейната надежност и др. Функциите включват управление на технологичната инфраструктура, управление на приложенията, управление на операциите и бюро за обслужване, както и отговорностите на назначения за работата с услуги персонал.

### Процеси
1. Управление на събитията (на английски: Event Management|Event Management)
2. Управление на достъпа (на английски: Access Management)
3. Изпълнение на заявките (на английски: Request Fulfillment)
4. Управление на проблемите (на английски: Problem Management)
5. Управление на инцидентите (на английски: Incident Management)

### Функции
1. Бюро за обслужване (на английски: Service Desk)
2. Управление на технологичната инфраструктура (на английски: Technical Management)
3. Управление на приложенията (на английски: Application Management)
4. Управление на ИТ операциите (на английски: IT Operations Management)

#### Бюро обслужване
Бюрото за облужване е една от четирите функции на ITIL, която се свързва преди всичко с жизнения цикъл на работата с услуги. Към неговите задачи се отнасят управлението на инцидентите и заявките и осигуряването на интерфейс за други ITSM процеси. Негови характеристики са:
- отделна контактна точка (на английски: SPOC – single point of contact) без необходимост от първоначалната контактна точка (на английски: FPOC – first point of contact)
- единен портал за достъп
- единичен изходен пункт
- улеснение за киентите
- модернизиран канал за комуникация

Основните цели на бюрото за облужване включват:
- контол на инцидентите: управление жизнения цикъл на цялата заявена услуга
- комуникация: непрекъснато осведомяване на клиентите за напредъка и консултиране по въпроси, свързани с решаване на възникнали проблеми

Функциите на бюрото за обслужване могат да се срещнат с различни наименования, като например:
- Колцентър (на английски: Call centre): акцентира се основно върху професионална обработка и обслужване на значителен брой телефонно базирани споразумения
- Помощна система (на английски: Help desk): ръководи, координира и разрешава навременно инциденти непосредствено след възникването им
- Бюро за обслужване: не само управлява инциденти, проблеми и запитвания, но и предоставя интерфейс за други опции като заявки за промени, договори за поддръжка, софтуерни лицензи, управление на нивото на услугите, управление на конфигурациите, управление на достъпността, управление на финансите и управление на непрекъснатостта на ИТ услугите

Обособени са се следните три структури:
- Локално бюро за обслужване: отговаря на нуждите на местния бизнес
- Централно бюро за обслужване: използва се от организации с няколко локации – намалява оперативните разходи и оптимизира използването на наличните ресурси
- Виртуално бюро за обслужване: предимно за международни организации. Може да се намира и да бъде достъпно от всяка точка на света благодарение на прогреса в производителността на мрежите и телекомуникациите, редуцирането на оперативните разходи и увеличеното използване на наличните ресурси

#### Управление на приложенията
ITIL управлението на приложенията обхваща набор от най-добри практики, чиято цел като цяло е подобряване качеството на разработка на ИТ софтуера и поддръжка на целия жизнен цикъл на проектите за разработка на софтуер, като се обръща особено внимание при дефинирането на изискванията, които отговарят на целите на бизнеса.
Управлението на софтуерните активи (на английски: SAM – Software asset management) е основна тема в библиотеката ITILv2 и е тясно свързана с функцията на ИТИЛ за управление на приложения. Управлението на софтуерните активи е практиката за интегриране на хора, процеси и технологии, с която се дава възможнот софтуерните лицензи и употреба да бъдат системно проследявани, управлявани и оценявани. Негова цел е да се намалят ИТ разходите, разноските за административен персонал и рисковете, свързани с притежанието и управлението на софтуерни активи.
Част от практиките при управление на приложенията са:
- поддръжка съответствието на софтуерните лицензи
- проследяване на складовата наличност и използването на активите
- поддържане на стандартни правила и процедури, свързани с дефиниране, внедряване, конфигуриране, използване и оттегляне на софтуерните активи и на окончателна софтуерна бибиотека (на английски: definitive software library).

Управлението на софтуерните активи представлява съставна част от управлението на ИТ активите. Включва се и управлението на хардуерните активи, защото ефективния контрол на хардуерната наличност е от решаващо значение за положените усилия за контрол на софтуера. Това означава, че трябва да се прави надзор и на софтуера и на хардуера, които съставляват компютрите и мрежата (на английски: network) на дадена компания.

#### Управление на ИТ операциите
Вж. Управление на ИКТ инфраструктурата (на английски ICT – Infrastructure management) за повече информация.

#### Управление на технологичната инфраструктура
Вж. Управление на ИКТ инфраструктурата за повече информация.

### Управление на събитията
Възникването на едно събитие може да означава, че нещо не работи правилно и това да създава предпоставки за регистриране на инциденти. Събитията също така биха могли да бъдат индикатор за нормална активност или възникване на необходимост от някаква рутинна интервенция като смяна на лентата например. Управлението на събитията зависи от мониторинга. Основната разлика между двете понятия е, че при управлението на събитията се генерират и откриват нотификации, докато при мониторинга се наблюдава състоянието на компонентите, дори когато не са възникнали събития. Събитията могат да бъдат засечени чрез изпращане на CI съобщения или чрез инструменти за управление. Едно засечено събитие може да води до инцидент, проблем или нежелана промяна или просто да бъде регистрирано за повече информация. Неутрализирането му може да се извършва автоматизирано или да изисква човешка намеса. При необходимост от бърза и навременна намеса от страна на помощния персонал, последния бива известяван за тях чрез подаване на подходящ сигнал, например изпращане на SMS съобщения.

### Управление на инцидентите
Управлението на инцидентите (на английски: ITSM – Incident management) има за цел да възстанови нормалната работа с услуги възможно в най-кратки срокове и да сведе до минимум неблагоприятното въздействие върху бизнес операциите, като по този начин се гарантира, че се поддържа възможно най-високо ниво на качество и достъпност на услугите. „Нормална работа с услуги“ означава работа с услуги в рамките на споразумението за ниво на обслужване.
Дефиниции за инцидент:
2007: Непланирано прекъсване на ИТ услуга или намаляване на качеството ѝ. Отказ, който още не е повлиял на обслужването също се счита за инцидент.
V2: Събитие, което не е част от стандартната работа с услуги и което причинява или може да причини смущения или намаляване на качеството на услугите и производителността.
Целта на управлението на инцидентите е да се възстанови нормалната работа във възможно най-кратки срокове и с минимални негативни ефекти върху бизнеса или потребителя. Премахването на предпоставките едно възникнало събитие да бъде последвано от инцидент са обект на манипулация както от страна на ИТИЛ, така и от страна на продуктовия мениджмънт (на английски; APM – Application Performance Management).

### Изпълнение на заявки
Изпълнението на заявки (или обслужване на заявки) се фокусира върху изпълнението на заявки за услуги, които често са незначителни (стандартни) промени, например искания за промяна на парола или искания за информация.
Терминът „стандартна промяна“ означава предварително одобрени повтаряеми дефинирани промени с нисък риск. Ако дадена промяна не отговаря на тези критерии, то това не е стандартна промяна и следва да се обособи искане за промяна.

### Управление на проблемите
Управлението на проблемите (на английски: Problem management) има за цел да анализира основните причини за възникване на инциденти и по този начин да сведе до минимум неблагоприятното въздействие на инциденти, причинени от грешки в ИТ инфраструктурата, както и да предотврати повторното им възникване. От „проблем“ трябва да се разбира неизвестна съществена причина за един или повече инциденти, а от „позната грешка“ успешно диагностициран проблем, за който е намерено дългосрочно или поне временно решение (на английски: work-around). Централната Компютърна и Телекомуникационна Агенция на Великобритания (на английски: The CCTA – Central Computer and Telecommunications Agency) дефинира по следния начин проблеми и познати грешки:
Проблем е състояние, което често е идентифицирано като резултат от множество инциденти, които имат общи признаци. Проблемите могат да се разглеждат като последствие от само един значителен инцидент или като характерни за дадена грешка, които са с неизвестна причина, но имат съществено влияние.
Позната грешка е състояние, при което успешно е идентифицирана първопричината за проблема и последващата разработка на решения.
Управлението на проблеми се различава от управлението на инциденти. Управлението на проблеми има за цел основно да намери и анализира първопричината на проблема и по този начин да предотврати бъдещи инциденти. Целта на управлението на инцидентите е да възстанови нормалното обслужване в най-кратък срок и с възможно най-малко негативно въздействие върху бизнеса.
Процесът на управление на проблеми редуцира броя и тежестта на инцидентите и проблемите на бизнеса, като осигурява документирането на проблемите и техните решения в детайли. В проактивния процес се откриват и разрешават проблеми преди да възникнат инциденти. Такива процеси са:
- Анализ на тенденциите (на английски: Trend analysis)
- Насочване към подходящи мерки
- Предоставяне на информация на организацията

Процесът на контрол на грешките непрекъснато диагностира познати грешки докато не бъдат отстранени в резултат на успешното осъществяване на някаква промяна под контрола на процеса за промяна на управлението.
Процесът за контрол на проблемите цели да управлява проблемите по ефективен начин. При контрола на проблемите се идентифицира основната причина за инциденти и се докладва на бюрото за обслужване. Други дейности са:
- Идентифициране и документиране на проблемите
- Класификация на проблемите
- Обследване и диагностициране на проблемите

#### Анализ на първопричините
Анализът на първопричините е формален процес за решаване на проблеми и възлов компонент при управлението на проблемите. След като един проблем (или потенциален проблем) е бил идентифициран започва процеса на анализ на първопричините. Целта на анализа на първопричините е двупосочна:
1. да задълбочи познаването на проблема и неговите причини
2. да идентифицира коригиращи / превантивни дейности, които ще редуцират риска от рецидив на приемливо ниво

Класическите методи за анализ на първопричините вкючват техниката 5-защо (на английски: 5 Whys|5-whys) и Диаграма на Ишикава (на английски: Ishikawa diagram, известна още като fishbone diagram). Съществуват и други по-напреднали методологии за анализ на първопричините, някои от които със съответните софтуерни приложения.
Ползите от използването на стандартна структурирана методология за анализ на първопричините включват:
- общи условия, език и структура по отношение на анализа на първопричините
- идентифициране на проблема, включвайки неговото реално и потенциано въздействие
- идентификация на коригиращи / превантивни действия (на английски: CAPA – corrective and preventive actions), които ще предотвратят повторно възникване на проблема
- развитие на база от знания, които другите могат да използват като ресурс

### Управление на идентичността
Управлението на идентиността (на английски: IdM – Identity management) по-малко известно като Управление на достъпа и идентичността (на английски: AIM – Access and Identity Management) като процес се фокусира върху предоставяне на ауторизираните потребители правото да използват услугата и предотвратяване достъпа на неоторизираните потребители. Някои процеси за управление на идентичността изпълняват политики, които са дефинирани от Управлението на сигурността (на английски: Security Management).

## Непрекъснато подобряване на услугите (НПУ)
Непрекъснатото подобряване на услугите, както е дефинирано в изданието на ITIL се отнася до предоставянето на услуги, изисквани от бизнеса и често обхваща „проектната“ част на ИТ.
НПУ се нуждае от предварително и текущо планиране, непрестанно обучение и осведомяване, създаване на роли, назначаване на собственост и други дейности, определени като успешни. НПУ трябва да се планира и провежда като процес с определени дейности, входящи данни, резултати, роли и своевременно информиране. Непрекъснатото подобряване на услугите и приложното управление на производителността (ПУП) са двете страни на една и съща монета. И двете се съсредоточени върху усъвършенстването, като ПУП прави връзката между дизайна , промяната и изпълнението на услуги , което от своя страна помага за повишаване на нивото на оперативно съвършенство за ИТ.
Списък на ITIL процесите в НПУ включват:
1. Планиране на стратегията за подобряване
2. Управление на промените
3. Определяне на това, което ще се измерва
4. Събиране и обработване на данните
5. Анализ на информацията и данните,
6. Представяне и използване на информацията
7. Прилагане на подобрението

## Преглед на ITIL v2
Втората версия на ITIL съдържа осем книги и техните дисциплини са:
Насоки за управлението на ИТ услуги
1. Поддръжка на услугите
2. Доставка на услуги

Други оперативни насоки
3. Управление на инфраструктурата на ИКТ
4. Управление на сигурността
5. Управление на приложенията
6. Управление на софтуерните активи
За да спомогне за осъществяването на практиките ITIL, е публикувана допълнителна книга (9 април 2002 г.), която предоставя насоки за приложение (най-вече за управлението на услугите):
7. Планиране при осъществяване на управлението на услугите
По-късно (януари 26, 2006) изданието е допълнено с насоки за по-малки ИТ звена, които не са включени в първоначалните осем издания:
8. ITIL внедряване в малък мащаб

### Поддръжка на услугите
Тази ITIL дисциплина се фокусира върху потребителите на ИКТ услуги и е свързана преди всичко с осигуряването на достъп до съответните служби за поддръжка на бизнес функциите.
От гледна точка на бизнеса, клиентите и потребителите са началната точка за моделиране на процеса. Те участват в поддръжката на услугите посредством:
- Предлагането на промени
- Нуждата от комуникация и актуализации
- Затрудненията и въпросите, които имат
- Реалното потребление на услугите

Поддържащият отдел има функцията на контактна точка за крайните потребители при възникване на инциденти. Първата му задача е винаги да се документира създадения инцидент. Ако е налице пряко решение, инцидента се разрешава още на първото ниво. Ако отделът за поддръжка не може да разреши проблема, след това се преминава към групата на 2-ро / 3-то ниво в рамките на системата за управление на инциденти. Инцидентите могат да поставят началото на верига от процеси за: управление на инцидентите, управление проблемите, управление на промяната, управление на пускането и управление на конфигурацията . Тази верига от процеси се проследява с помощта на база данни за управление на конфигурацията ( БДУК ), – ITIL се свързва със системата за управление на конфигурацията (СУК ), която записва всеки процес, и създава изходни документи за проследяване (управление на качеството). Забележка – БДУК / СУК не трябва да бъдат в единна база данни, но решението може да бъде съгласувано.

### Доставка на услугите
Тази дисциплина се концентрира върху активните услуги, които ИКТ трябва да доставят за осигуряването на подходяща подкрепа на бизнес потребителите. Тя е фокусирана върху бизнеса, в качеството му на клиент на услугите на ИКТ (сравни с: поддръжка на услугите ). Дисциплината се заключава следните процеси:
- Управление на нивото на услугите
- Управление на капацитета
- Управление на непрекъснатостта на услугите
- Управление на наличностите
- Финансово управление

### Управление на инфраструктурата на информационно-комуникационните технологии
Процесите за управление на Информационни и комуникационни технологии (ИКТ) препоръчват най-добрите практики за анализ на изискванията, планиране, проектиране, внедряване и текущи операции за управление и техническа поддръжка на инфраструктурата на ИКТ.
Процедурите за управление на инфраструктурата описват тези процеси в ITIL като пряко свързани с ИКТ оборудването и софтуера, който участва в осигуряването на ИКТ услуги за клиентите.
- проектиране и планиране в областта на ИКТ
- внедряване на ИКТ
- операции в областта на ИКТ
- техническа помощ в областта на ИКТ

Тези дисциплини са по-слабо познати в сравнение с тези за управление на услугите и затова често се смята, че отчасти тяхното съдържание е разгледано „по подразбиране“ в дисциплините за управление на услуги.

### Дизайн и планиране на ИКТ
Проектирането и планирането на ИКТ предоставя структура и подход за стратегическо и техническо проектиране и планиране на ИКТ инфраструктури. То включва необходимата комбинация от бизнес стратегия, технически дизайн и архитектура. Дизайнът и планирането на ИКТ касаят придобиването на нови информационни и комуникационни технологии чрез създаването на техническа документация и поканите за обществени поръчки. Те са отговорни за образуването и управлението на ИКТ програми в областта стратегическото бизнес развитие. Ключови резултати от проектирането и планирането са:
- стратегиите в тази област, правила и планове
- цялостната архитектура на ИКТ и управлението на архитектурата
- предпроектни проучвания, обществени поръчки и техническа документация
- бизнес дела

### Управление на внедряването на ИКТ
Внедряването на ИКТ осигурява структура за успешното управление при проектиране, изграждане, тестване и пускане в действие на проекти в рамките на обща ИКТ програма . То включва много дисциплини за управление на проекти, които са сходни с PRINCE2 , но имат по-широк фокус и включват необходимата интеграция на управлението при пускането в действие с функционалното, както и извън функционално тестване.

### Управление на операциите в областта на ИКТ
Управлението на операциите в областта на ИКТ осигурява ежедневния технически контрол на инфраструктурата на ИКТ и често се бърка с управлението на инциденти от поддръжката на услугите. Разликата е, че тук операциите са с по-техническа насоченост и се вземат предвид не само с инцидентите, докладвани от потребителите, но и събитията, генерирани от или записани от самата инфраструктура. Операциите в областта на ИКТ често могат да работят в тясно сътрудничество заедно с управлението на инциденти и бюрото за обслужване, които са не-задължително технически, за да се осигури своеобразен между оперативен „мост“. Тези операции обаче, трябва да работят предимно с документирани процеси и процедури и да се занимават с редица специфични под-процеси, като: управление на изхода, график на работата, архивиране и възстановяване, управление и мониторинг на мрежата, управление и мониторинг системата, управление и наблюдение на базата данни, мониторинг и управление на съхранението на данни. Операциите са отговорни за следното:
- стабилна, сигурна ИКТ инфраструктура
- налична и актуална библиотека с оперативна документация („БОД“)
- регистър на всички оперативни мероприятия
- поддръжка на оперативните инструменти за наблюдение и управление
- оперативни скриптове
- оперативни процедури

### Техническа поддръжка на ИКТ
Техническата поддръжка на ИКТ е функцията на техническите специалисти за инфраструктурата в областта на ИКТ. Проявява се главно под формата на поддръжка на други процеси, както в управлението на инфраструктурата, така и при управление на услугите. Техническата поддръжка предоставя редица специализирани функции: научни изследвания и оценка, проучване на пазара (особено във връзка с проектирането и планирането, и с и управлението на капацитета), изпитване и специализирана инженерно-техническа експертиза (особено за операциите по управлението на проблеми), създаване на документация (под формата на библиотека за оперативна документация или база от данни за известните грешки). Има различни нива на техническа поддръжка в рамките на структурата на ITIL, и това са първичното ниво на поддръжка, средното ниво на поддръжка и висшето ниво на поддръжка , като администраторите от по-високо ниво са отговорни за поддръжката на по-ниските нива.
Базата данни с известните грешки (БДИГ) съдържа всички известни записи за грешки. Тази база данни е създадена от управлението на проблеми и се използва от управлението на инциденти и управлението на проблем, а също така и като част от системите от услуги за управление на знанията.

### Планиране на внедряването на управлението на услугите
Дисциплината на ITIL за планиране внедряването на управлението на услугите се опитва да осигури на практикуващите структура за привеждане в съответствие на нуждите на бизнеса с обезпечаване на изискванията на ИТ. Процесите и подходите, включени в тази структура от насоки, предполагат развитието на програма за непрекъснато усъвършенстване на услугите (ПНУУ), като основа за осъществяването на другите ITIL дисциплини като проекти в рамките на контролирана програма за работа. Има за цел да приведе фокусът на управлението на услугите основно върху процесите за управление на услуги, но също така се отнася най-общо и до другите ITIL дисциплини. Компонентите включват:
- създаване на визия
- анализ на организацията
- определяне на цели
- прилагане на управлението на ИТ услуги

### Внедряване в малък мащаб
Внедряването на ITIL в малък мащаб предлага подход за внедряване на ITIL структурата към по-малки ИТ звена или отдели. Това е преди всичко спомагателна работа, която обхваща много от същите насоки за добри практики както планирането за внедряване на управлението на услугите, сервизната поддръжка и предоставянето на услуги , но предоставя и допълнителни насоки относно съчетаването на ролите и отговорностите, както и избягване на конфликтите между приоритетите на ITIL. Типичната организационна ИТ структура, която очертава рамката на ITIL.

## Свързани платформи
Съществуват редица платформи, освен ITIL в областта на управлението на услугите в информационните технологии.

### Предшественици
Управленска платформа на Майкрософт (MOF)-МФ
Базирана е на ITIL версия 2. МФ отразява, цялостния жизнен цикъл на ИТ услугите като осигурява съответствие между ИТ и бизнеса. МФ е по-ориентирана към ежедневните оперативни процеси.
Платформа за техническа поддръжка на информационни и комуникационни технологии-FITS
Британската образователна агенция за комуникации и технологии (Becta) използва ИТИЛ като основа за развитието на FITS. Тяхната цел е да се разработи платформа подходяща за британските училища, които обикновено имат много малки ИТ отдели. FITS стават независими от Becta през 2009 г. и се поддържа от Фондация FITS. Платформата за техническа поддръжка на информационни и комуникационни технологии се използва в повече от хиляда училища във Великобритания, Австралия и Норвегия като стандарт за ИКТ за управление на услугата в сектора на образованието.

#### Други web платформи
Методологичната рамка на ISO / IEC 20000 стандарт (по-рано BS 15000) до голяма степен е еквивалентна на тази на сервизната поддръжка и доставка на ИТИЛ версия . Въпреки че не е възможно за една организация да се заверява като ITIL съвместима, сертифицирането на организацията е достъпно за ISO / IEC 20000.
COBIT е рамка за управление на ИТ с инструменти за поддръжка, разработени от ISACA. ISACA и ITIL изглеждат като допълващи се за COBIT. ISACA играе управляваща и осигуряваща роля, докато ITIL предоставя насоки за управление на услугите.
Рамката на бизнес процесите (eTOM) публикувана от Форума за телеуправление предлага платформа, насочена към доставчиците на телекомуникационни услуги. Форума за телеуправление и ИТSMF заявление за eTOM (GB921), което показва как двете платформи могат да бъдат съпоставени с всяка друга. То е насочено към това как eTom технологичните елементи и потоци могат да бъдат използвани за подкрепа на процесите, посочени в ИТИЛ.
FitSM е стандарт за олекотено управление на услугите. Неговата рамка е доста сходен с тази на ISO / IEC 20000 и на сервизната поддръжка и доставка на ITIL версия 2, но приема сервизното управление на услугите от по-късните версии на ITIL. ITSM съдържа няколко части, включително проби и образци за основните ITSM документи.

## Сертифициране
Схемата за сертифициране между ИТИЛ v2 и ИТИЛ 2007/2011 е различна.ITIL v2 предлага три нива на сертифициране:. Фондация, практикуващи и мениджър. Те бяха постепенно преустановени в полза на новата схема, въведена заедно с публикуването на изданието от 2007 г. 
Нивата на сертифициране на ИТИЛ v3 стават четири.
Първата степен е ITIL v.3 Foundation. Притежателят на този сертификат има основни знания за жизнения цикъл на процесите за Управление на ИТ услуги.
Втората степен е ITIL Intermediate (Lifecycle Stream & Capability Stream). Тези сертификати удостоверяват притежанието на необходимата компетентност и практически опит за оптимизиране на определени процеси за управление на ИТ услугите.
Третата степен на сертификация е ITIL v.3 Expert. Притежателите и имат уменията и практическия опит за ръководене на жизнения цикъл на ИТ услугите предоставяни във всяка една компания.
Четвъртата най-висока степен на сертификация е ITIL v.3 Master. Това е най-високото ниво на сертификация за управление на ИТ услугите. Тя оценява индивидуалните способности за разбиране и прилагане на теорията от ITIL v.3 в нови области.
Схемата за сертифициране на ИТИЛ вече предлага модулен подход. Всяка квалификация, се определя с кредити; така че при успешно завършване на модула, кандидатът се възнаграждава със сертификат и редица кредити. На най-ниското ниво – Фондация – кандидата получава сертификат и два кредита. На средно ниво могат да се получат общо 15 кредита. Тези кредити могат да се съберат от два модула-„ Lifecycle Stream & Capability Stream“ или комбинация от тях. Всеки модул Lifecycle Stream завършва с изпит и носи три кредити. Всеки модул Capability Stream и съответния изпит е четири кредити.
Ако един кандидат иска да постигне нивото на експерт ще трябва, наред с други изисквания, да получи необходимия брой кредити (22). Това се постига с двата кредита от ниво от Фондация, а след това 15 от Междинното ниво, и накрая пет кредити от изпита по „Управление на жизнения цикъл“. Общо 22 спечелени кредити позволява на човек да поиска сертификат за ИТИЛ експерт. За напредък от експерт до нивото на майстор не изисква допълнителни кредити, но се нуждае от най-малко пет години в сферата на ИТ и широка употреба на ITIL.
Допълнителни сертификати с кредити, вариращи от 0.5 до 1.5, които могат да бъдат приложени към сертифицирането на експертите. Въпреки това, шест допълнителни кредита, могат да бъдат добавени към сертифицирането за експертите.
Управителният съвет (ICMB) по сертифициране управлява ИТИЛ сертификацията. Съветът включва представители на заинтересованите страни в рамките на общността по целия свят. Членовете на Управителния съвет включват (но не са ограничени до) представители на британската правителствена агенция Office of Government Commerce, APM Group (APMG) Архив на оригинала от 2013-04-24 в Wayback Machine., британската издателска компания (TSO The Stationery Office) и форума за управление на ИТ услугите/(itSMF). 
От началото на 1990 г., EXIN и ISEB създават програма за сертифициране на ITIL базирани на разработване и осигуряване на ITIL изпити на три различни нива: Фондация, практикуващ и мениджър. EXIN  и BCS / ISEB  (Британското компютърно общество) могат да издават официално ITIL сертификати, да провеждат ITIL изпити и да акредитират доставчиците на ITIL обучение в световен мащаб. Тези права са получени от OGC, британската правителствена институцията и собственик на търговската марка на ITIL.
На 20 юли 2006 г., OGC подписа договор с APM Group да стане неин търговски партньор за акредитация ITIL от 1 януари 2007 г. APMG управлява изпитите ITIL версия 3. APMG поддържа доброволен регистър на сертифицирани кадри от второто ниво практикуващи.
От 2014 г., Axelos е собственик на схема за сертифициране на персонала в ИТИЛ.
ITIL изпити се администрира от акредитирана организация за обучение (Атос), които са акредитирани от Изпитващ институт Examination Institute (EI). Тези институти, които издават сертификатите за ITIL, от своя страна трябва да бъдат акредитирани от Axelos. 

### Значки
След полагане на APMG / EXIN изпита по управление на ИТ услуги (на базата на ITIL), някои хора носят метална значка на тяхната риза или яке. Тази значка, предоставена от ITSMF е с основен цвят злато и наподобява формата на ITIL-логото. Щифтовете на ITIL се наподобяват структурата на диамант. Смисълът и формата на диамант, има за цел да изобрази съгласуваност в ИТ индустрията. Четирите ъгъла на щифта символизират подкрепа обслужване, предоставяне на услуги, управление на инфраструктурата и управлението на ИТ.
Значките на ИТИЛ са пет цвята – всеки съответства на цвета на свързаната основна публикация:
- ITIL Foundation Badge (пастелно зелено). Тази значка взима цвета си от книгата на ITIL Стратегия за обслужване и се присъжда за успешно завършване на изпита Фондация ITIL.
- ITIL Intermediate Capability Badge (Бургунско червено). Има четири ITIL курса от ниво „Възможности“. (RCV, OSA, SOA, PPO). Тази значка може, след като се премине успешно всеки изпит. Някои изпитни институти като APMG я изпращат със сертификата на кандидата. Тази значка взима цвета си с книгата на ITIL Преходно обслужване.
- ITIL IntermediateLifecycle Badge (синьо зелен). За всеки от петте ITIL курса „Жизнен цикъл“ (SS, SD, ST, SO, CSI), кандидатите получават тази значка след полагане на изпит. Цветът на този щифт се основава на книгата за ITIL Операционно обслужване
- ITIL Expert Badge (Люляк). Това е най-високата квалификация с ITIL. Значката се присъжда на кандидат, който достига 22 кредити чрез комбинация от курсове за обучение. Тя носи цвета си от книгата за ITIL Непрекъснато подобряване на услугата.
- ITIL магистър Badge (пурпурен, с буквата М в средата). В пилотна фаза тази квалификация не разполага с учебен курс или изпит, свързани с нея. За да получат квалификация като ITIL магистър, кандидатите трябва да имат рецензия на своята работа от комисия от експерти. След като ITIL експерта е достигнал този етап, може да носи значка на цвета на книгата на ITIL Service Design, която също има златно M в центъра

Има три цвята значки за ИТИЛ версия.2
- Бадж за Фондация (зелен)
- Бадж за Практик (синьо)
- Бадж за Мениджър (червен)

Кадидати, които успешно са преминали изпита за ITIL ще получат техния бадж от APMG, EXIN или от регионалния офис на техния доставчик.

### Организации
Над ITIL има надстройка – ISO 20000 (стандартът за управление на информационните услуги). Поради тази причина сертификациите по ITIL са индивидуални, докато фирмената сертификация е по ISO 20000, където се регламентират етапите и процесите, които задължително трябва да съществуват в една библиотека.  Рамката на ITIL има препоръчителен характер, защото всяка библиотека си има специфика. Понастоящем е актуално доставчиците на услуги да се сертифицират по ISO 20000, защото една организация, която аутсорсва услугите си към даден доставчик, изисква той да се сертифицира по ISO 20000 за услугите, които предлага, за да не упражнява тя самата директен контрол. Това е основен движещ механизъм, който кара библиотеките да се сертифицират. Това налага да се промени културата на мислене относно информационните технологии. Мениджърите на информационни технологии трябва да имат добра комуникация с потребителите на библиотеката и да са наясно в каква посока се развиват техните потребности, интереси и очаквания и какви са тенденциите на развитие на тези потребности през следващите години.

## Критики
Някои специалисти смятат, че ITIL в.3 е някаква измама и лошо свършена работа с цел да издържа многобройните заинтересувани организации (напр. OGC, TSO, APMG, HP, Pinkelephant и Accenture). Други смятат, че в тези книги има оригинални идеи и като цяло материалът не е лош. По принцип хората не обичат промените, затова може да се смята, че оценките за ITIL–v.3 не са съвсем обективни и трябва да се подходи с търпение при прилагането на този стандарт. По мнение на различни експерти, основните проблеми възникват поради нееднородността на ITIL–v.3. Причината за това е, че различните книги са писани от автори с различни знания и опит, без цялостен проект, координация и управление. На пръв поглед, илюстрациите, схемите, термините и определенията принадлежат на всяка отделна книга, а не на цялостната разработка. В началото на разработването на ITIL–v.3, замисълът е бил да се представи всеобхватен процесен модел за управление на информационните технологии, но това не се е получило. Такъв цялостен модел в разработката липсва. При прочита на всяка книга възниква неразбиране за мястото на процеса в общия модел, няма увереност, че процесът е описан пълно и част от неговата информация не е разлята по другите книги. Има несъгласуваност в начините на представяне на информацията по процеси и процедури, отсъства какъвто и да е стандартен шаблон за описване на процеси и процедури.